# العلاقات اليمنية الكندية
العلاقات اليمنية الكندية هي العلاقات الثنائية التي تجمع بين اليمن وكندا.

## مقارنة بين البلدين
هذه مقارنة عامة ومرجعية للدولتين:
| وجه المقارنة                                              | اليمن                   | كندا                     |
| --------------------------------------------------------- | ----------------------- | ------------------------ |
| المساحة (كم2)                                             | 555.00 ألف              | 9.98 مليون               |
| عدد السكان (نسمة)                                         | 28.25 مليون             | 35.70 مليون              |
| الكثافة السكانية (ن./كم²)                                 | 50.9                    | 3.58                     |
| العاصمة                                                   | صنعاء عدن (عاصمة مؤقتة) | أوتاوا                   |
| اللغة الرسمية                                             | اللغة العربية           | لغة إنجليزية، لغة فرنسية |
| العملة                                                    | ريال يمني               | دولار كندي               |
| الناتج المحلي الإجمالي (بليون دولار)                      | 18.21 مليار             | 1.65 تريليون             |
| الناتج المحلي الإجمالي (تعادل القوة الشرائية) بليون دولار | 75.69 مليار             | 1.59 تريليون             |
| الناتج المحلي الإجمالي الاسمي للفرد دولار أمريكي          | 1.41 ألف                | 43.25 ألف                |
| الناتج المحلي الإجمالي للفرد دولار أمريكي                 |                         | 45.07 ألف                |
| مؤشر التنمية البشرية                                      | 0.498                   | 0.913                    |
| رمز المكالمات الدولي                                      | +967                    | +1                       |
| رمز الإنترنت                                              | .ye                     | .ca                      |
| المنطقة الزمنية                                           | ت ع م+03:00             |                          |

## منظمات دولية مشتركة
يشترك البلدان في عضوية مجموعة من المنظمات الدولية، منها:
| علم المنظمة | اسم المنظمة                               | تاريخ انضمام اليمن | تاريخ انضمام كندا |
| ----------- | ----------------------------------------- | ------------------ | ----------------- |
|             | مؤسسة التنمية الدولية                     | 22 مايو 1970       | 24 سبتمبر 1960    |
|             | مؤسسة التمويل الدولية                     | 22 مايو 1970       | 20 يوليو 1956     |
|             | منظمة حظر الأسلحة الكيميائية              | ?                  | ?                 |
|             | الأمم المتحدة                             | 30 سبتمبر 1947     | 9 نوفمبر 1945     |
|             | الاتحاد الدولي للاتصالات                  | 1931               | 1 يوليو 1908      |
|             | منظمة الشرطة الجنائية الدولية             | ?                  | ?                 |
|             | البنك الدولي للإنشاء والتعمير             | 3 أكتوبر 1969      | 27 ديسمبر 1945    |
|             | الاتحاد البريدي العالمي                   | ?                  | ?                 |
|             | المركز الدولي لتسوية المنازعات الاستشارية | 20 نوفمبر 2004     | 1 ديسمبر 2013     |
|             | وكالة ضمان الاستثمار متعدد الأطراف        | 12 مارس 1996       | 12 أبريل 1988     |
|             | يونسكو                                    | 2 أبريل 1962       | 4 نوفمبر 1946     |

## وصلات خارجية
- موقع وزارة الخارجية الكندية